# 에리히 헤케
에리히 헤케(독일어: Erich Hecke, 1887년 9월 20일 ~ 1947년 2월 13일)는 독일의 수학자이다.

## 생애
독일 제국 (오늘날 폴란드) 포즈난 근처의 부크(폴란드어: Buk)에서 태어났고, 괴팅겐 대학교에서 다비트 힐베르트 아래 박사 학위를 수여받았다. 초기 업적은 L-함수에 대한 것이었으며, 오늘날 헤케 지표와 헤케 L-함수(영어: Hecke L-function)라고 불리는 것들을 정의하였다. 그 뒤 1925년부터 대부분의 생애를 모듈러 형식을 연구하는 데 바쳤다. 헤케는 모듈러 형식이라는 개념을 최초로 정의하였으며, 또한 모듈러 형식 이론에서의 헤케 연산자(영어: Hecke operator)를 발견하였다. 1947년 코펜하겐에서 사망하였다.